# Pang Da
Pang Da Automobile Trade Co., Ltd. (chin. 庞大汽贸集团股份有限公司), kurz Pang Da, ist ein börsennotiertes Autohandelsunternehmen aus Tangshan in der Volksrepublik China.

## Geschichte
Pangda Automobile Trade gehörte ursprünglich zu Tang Shan Jidong Material Group Co., Ltd., welches wiederum aus Tang Shan Jidong Mechanical and Electrical Equipment Co., Ltd. und der 1988 gegründeten Luan Country Materials Bureau Electrical Equipment Company hervorging.
Das Unternehmen besitzt rund 1200 Autohandelsbetriebe, welche neben einheimischen Marken auch Autos ausländischer Anbieter wie Volkswagen, Audi, Mercedes-Benz, Toyota, Honda und Subaru vertreiben. Im Jahr 2010 setzte das Unternehmen nach eigenen Angaben 470.000 Fahrzeuge ab, was einem Anteil von 2,6 Prozent am chinesischen Gesamtmarkt entspricht.
Seit dem 27. April 2011 ist das Unternehmen als erster Autohändler des Landes börsennotiert; der Börsengang hatte ein Volumen von knapp einer Milliarde US-Dollar. Basierend auf den Ausgabekurs von 45 Yuan bezeichnete sich das Unternehmen als der Automobilhändler mit dem weltweit höchsten Börsenwert, ließ dabei aber die deutlich niedrigere Erstnotierung von 36 Yuan unberücksichtigt.
Mitte Mai 2011 trat das Unternehmen bei der in finanziellen Schwierigkeiten befindlichen Saab Automobile als potentieller Investor in Erscheinung und kündigte an, für 65 Millionen Euro einen Anteil von 24 Prozent am Mutterunternehmen Spyker Cars erwerben zu wollen. Daneben sollen auch je ein Gemeinschaftsunternehmen für Vertrieb und Produktion in China gegründet werden. Im Produktionswerk sollten Modelle von Saab sowie einer neuen chinesischen Marke gefertigt werden.